# Квинт Гиртулей
Квинт Гиртулей (лат. Quintus Hirtuleius; погиб в 75 году до н. э. при Италике или при Сегонтии, Римская Испания) — римский военачальник, легат в армии Квинта Сертория во время его войны против сенатской «партии» в Испании. Погиб в одном из сражений.

## Происхождение
Квинт Гиртулей принадлежал к незнатному плебейскому роду. В источниках он упоминается исключительно вместе с братом Луцием, который был предположительно старше его; соответственно отец братьев должен был носить преномен Луций. Существует гипотеза, что Гиртулеи были земляками Квинта Сертория, то есть происходили из земли сабинов.
Упомянутый в трактате Марка Туллия Цицерона «Брут, или О знаменитых ораторах» Гай Гиртулей или Гиртилий, живший в эпоху Суллы, мог быть родственником Квинта и Луция.

## Биография
Квинт Гиртулей впервые упоминается в сохранившихся источниках в связи с событиями 89 года до н. э. Благодаря одной латинской надписи (CIL I, 709, 9) известно, что он был членом военного совета Гнея Помпея Страбона, действовавшего против восставших италиков в Пицене и взявшего в ноябре город Аускул. В 87 году до н. э., во время боёв за Рим в рамках борьбы между марианцами и сенатской «партией», Квинт мог вместе с братом перейти на сторону марианца Сертория.
Братья последовали за Серторием в Испанию, где сражались под его началом против сулланцев. В 75 году до н. э. они действовали в Дальней Испании против Квинта Цецилия Метелла Пия, и их задачей было защищать союзные общины, не вступая в сражение, так как противник был явно сильнее. Они нарушили приказ, потерпели поражение и погибли, причём источники сообщают об этом по-разному. Орозий пишет о битве при Италике, в которой погибло 20 тысяч серторианцев; Гиртулей (неясно, Квинт или Луций) бежал после боя в Лузитанию. Флор говорит, что оба Гиртулея погибли при Сегонтии, эпитоматор Ливия — что Метелл «разбил и убил серториева квестора Гиртулея и его войско». В историографии распространено мнение, что это два разных сражения. При этом Квинт мог погибнуть уже при Италике. 
Подробности битвы при Италике известны благодаря Сексту Юлию Фронтину. Серторианцы несколько часов простояли под палящим солнцем, вызывая врага на бой, а потому вступили в схватку уже ослабленными. Их лучшие части стояли в центре; Метелл Пий же усилил фланги и в решающий момент отвёл свой центр назад, а потом смог окружить Гиртулеев. В результате он одержал полную победу.